# Trung tâm đào tạo bóng đá trẻ Hà Nội
Trung tâm đào tạo bóng đá trẻ Hà Nội thuộc sở hữu của Công ty Cổ phần Thể thao T&T. Trung tâm đào tạo vận động viên bóng đá cho Câu lạc bộ bóng đá Hà Nội và là cơ sở đào tạo bóng đá trẻ lớn ở Việt Nam. Ngoài cơ sở đào tạo chính tại Hà Nội, trung tâm còn có cơ sở đào tạo chi nhánh T&T VSH tại Cửa Lò do cựu cầu thủ Văn Sỹ Hùng đứng đầu.